# Абу Машар аль-Балхи
Абу́ Маша́р Джафа́р ибн Мухамма́д аль-Балхи́ (араб. أبو معشر جعفر بن محمد بن عمر البلخي‎; 10 августа 787, Балх — 9 марта 886, Васит) — персидский математик, астроном и астролог. Был известен в Европе под именем Albumaser (Альбумасар или Альбумазар).

## Биография и труды
В течение десяти лет жил в Бенаресе, где изучал индийскую астрономию. Написал «Зидж тысяч», «Зидж соединений и проникновений», «Книгу о форме небесной сферы и различии её восхождений», «Книгу об определении времени по двенадцати светилам». Его «Введение в науку о звёздах» (Kitab al-mudkhal al-kabir ila 'ilm ahkam an-nujjum), написанное в Багдаде в 848 году и переведённое на латынь под названием «Introductorium in Astronmiam» (в 1133 году и ещё раз в 1140 году), было первым европейским изложением астрологии. В Багдаде он учился у аль-Кинди.
Его творчество — пример влияния герметической традиции на арабскую астрологию. Его работы являют собой любопытную смесь сабейского герметизма, персидской хронологии, ислама, греческой науки и месопотамской астрологии. Абу Машар способствовал утверждению идеи об идентификации древнего пророка Идриса с Енохом и Гермесом. Был исключительно успешным практиком данного искусства, объехавшим весь Средний Восток, служа многочисленным государственным мужам Индии, Персии, арабских стран и Египта.

## Признание
На христианском Западе стал известен благодаря Петру д’Абано, который в XIII веке в своей книге «Conciliator Differentiarum Philosophorum et Praecipue Medicorum» (Diff.156) упоминает об «Al-Mudsakaret» (или «Memorabilia») Абу Саида Шадхана, ученика Абу Машара, записавшего ответы и астрологические высказывания своего учителя.
Анализ книги «Memorabilia», известной среди схоластов как «Апомасар в изложении Садана» — из-за искажения имён обоих учёных, даётся Линн Торндайк. Возможно это единственный пример средневековой астрологической агиографии. «Учитель, мастер» предстаёт в нём как почти всеведущий мудрец, изучающий не только методы различных отраслей своего искусства, но и его историю, и сознающий вклад своих предшественников. В «Memorabilia» он ссылается на Машаллаха ибн Асари, методом проецирования лучей которого он пользовался, и признаётся, что использовал и другие его методы.
Позднее Абу Машар с Майклом Скотом были отвергнуты как некая чепуха, лжепророки и маги, но в XVI веке Тихо Браге и в XVII веке Иоганн Кеплер продолжали высоко ценить обоих: они представляли всё, что было настоящего в науке XIII века, и породили много смелых идей.

## Труды
- - Китаб аль-мадхаль аль-Кабир كتاب المدخل الكبير (Великое введение в науку об астрологии) - представляет собой введение в астрологию, которое получило множество переводов на латинский и греческий языки, начиная с XI века.
- - «Китаб мухтасар аль-мадхаль» كتاب مختصر المدخل, сокращенная версия вышеупомянутого труда, позднее переведенная на латынь английским философом-схоластом Аделардом Батским (ум.1160).
- - «О Великих соединениях», 1489. Она же - «Китаб аль-миляль ва ад-дуваль» كتاب الملل والدول (Книга религий и царств) – главный труд Абу Машара, на которую позднее ссылаются Роджер Бэкон, Пьер д’Альи и Пико делла Мирандола.
- - Китаб фи зикр ма тадуллю алейхи аль-ашхас аль-ульвийя (О признаках небесных объектов) كتاب في ذكر ما تدل عليه الأشخاص الأولياء
- - «Китаб ад-далалят аля аль-иттисалят ва киранат аль-кавакиб» (Книга о признаках планетарных соединений) كتاب الدلالات على الاتصالات وقرانات الكواكب
- - «Книга тысяч» (Китаб аль-улюф)  - كتاب الآلاف – сохранилась в кратких изложения астронома и математика Абу Саида ас-Сиджизи (ум.1240).
- - «Китаб тахавиль сини аль-алям» كتاب تحاويل سني العلم (Другое название: أزهار أبو معشر Азхар Абу Машар \ Цветы Абу Машара) использует гороскопы для изучения месяцев и дней года. Это было руководство для астрологов. Оно было переведено в XII веке Иоанном Севильским.
- - «Китаб тахавиль сини аль-мавалид» كتاب تحاويل سني المواليد  (Книга оборотов годов рождения). Переведена на греческий в 1000 году, а с греческого на латынь в XIII веке.
- - «Китаб мавалид ар-риджаль ва ан-ниса» كتاب مواليد الرجال والنساء  (Книга о рождениях мужчин и женщин), которая широко распространялась в исламском мире. Абд аль-Хасан Исфахани переписал отрывки из иллюстрированной рукописи XIV века «Китаб аль-Булхан» (ок. 1390 г.).
- - «Предсказание смен годов и рождений» - приписываемое Абу Машару сочинение также известное в средневековом латинском переводе Иоанна Севильского, на самом деле написано философом ал-Кинди.